# Бар-Яалом, Эли
Эли Бар-Яалом (Могилевер; род. 19 сентября 1968, Ленинград) — израильский поэт и прозаик, автор песен, редактор ивритского литературного журнала «Биглаль», популяризатор лингвистики, в прошлом один из руководителей добровольческого культурного центра «Маген» в Хайфе, полиглот, философ. Пишет и публикуется на иврите, по-русски и на некоторых других языках. Лауреат премии «Олива Иерусалима» (2007) за вклад в еврейскую литературу. Лауреат поэтической премии имени Ури-Цви Гринберга (2009).

## Биография
Родился в семье ленинградских сионистов (отец — Хаим-Зеэв Могилевер, мать — Юлия Могилевер); согласно семейной традиции, потомок основателей хасидизма, но сам подвергает эту традицию сомнению. В Израиле с шестилетнего возраста (1974 год). Рос в Хайфе. Дома воспитывался на трёх языках (иврит, русский, эсперанто). Учился в школе «Реали», затем окончил с отличием Технион. Читать лекции в Технионе начал в двадцатилетнем возрасте, в 1988 году; с 1995 года преподаёт математику и математическое мышление в Кармиэльском технологическом колледже им. Брауде, где известен парадоксальными высказываниями, провоцирующими студентов на оригинальное мышление (в частности, на занятиях по математической логике). Специализируется по развитию творческого мышления у детей и взрослых, работает также в государственном центре по воспитанию одарённой молодёжи при министерстве образования Израиля. С 1995 по 2019 год вёл литературную студию на иврите для одарённой молодёжи в городе Кармиэле.

## Творчество на иврите
Стихи, написанные в подростковом возрасте, печатались в школьном журнале. Первая публикация во всеизраильской прессе — ноябрь 1992 года, журнал «Мознаим» (ивр.: "Весы") Союза ивритских писателей. В 1993 Бар-Яалом был одним из основателей поэтического движения «Эв» и одноимённого журнала (в котором, в частности, впервые были опубликованы его переводы из Уильяма Блейка и Даниила Хармса). Преемник «Эва», журнал «Хо!», издаётся по сей день.
В 2012 году Бар-Яалом с группой единомышленников основал литературный ежеквартальник «Биглаль» и с тех пор является одним из четырёх его редакторов.
В 2016 году вышла первая книга стихов Бар-Яалома на иврите — Дваш цраот («Осиный мёд») с послесловием одного из патриархов ивритской поэзии профессора Йоси Гамзу, который охарактеризовал Бар-Яалома как «редкое, вызывающее почтение явление в современной израильской поэзии» и «виртуоза».
Помимо стихов, Эли Бар-Яалом — автор нескольких рассказов, а также поэм (одна из которых, «Эгле, королева змей», является поэтическим переложением на иврит литовской легенды Eglė žalčių karalienė).
Эли Бар-Яалом — член Союза ивритских писателей Израиля и Объединения израильских писателей.
Песни Эли Бар-Яалома весьма популярны среди любителей фантастики в Израиле. Два раза (в 2010 и 2012 годах) он принимал участие в конкурсе фантастической песни — и оба раза получил как первый приз жюри, так и приз зрительских симпатий. С тех пор он — бессменный член жюри конкурса.
В 2012 году вышел диск Мешотет бейн оламот («Странствующий между мирами»), в котором Бар-Яалом поёт свои песни, аккомпанируя себе на гитаре. Музыкальный критик Гай Тене назвал Бар-Яалома «Брассенсом, поющим о преимуществах Марса перед Землёй». Ранее, в 2004 году, вышел диск ивритских песен Бар-Яалома ха-махте́рет шели́ («Моё подполье»), из-за которого Бар-Яалома также сравнивали с Ж. Брассенсом, а также с Меиром Ариэлем

## Творчество по-русски

### Стихи
Первым обратил внимание на русские стихи Бар-Яалома Александр Кушнер на Международном фестивале поэтов в 1993. Высокую оценку его стихам дал Юлий Ким, оказавший ему большую поддержку, а также Евгений Витковский.
Впоследствии стихи публиковались в альманахах и периодике в России и Израиле.
В 2006 году вышла книга стихов Эли Бар-Яалома «Горизонтальная луна» с предисловием Юлия Кима, за которую он в 2007 году получил премию «Олива Иерусалима». В 2009 году Бар-Яалом стал лауреатом Четвёртого поэтического фестиваля памяти Ури-Цви Гринберга в категории «Стихи» — за стихотворения «O, tempora», «Ангел-предохранитель» и «Война и мы».

### Песни
Эли Бар-Яалом — постоянный участник израильских фестивалей авторской песни с 1995 года. В 1996 году — лауреат всеизраильского слёта «Дуговка» в категории «лучший автор». Лауреат конкурса «Кармель-1997». В 2001 году песня Бар-Яалома «Опасная профессия» была выбрана «песней года» на всеизраильском фестивале «Бардюга» в Беэр-Шеве. Песни Бар-Яалома звучали на израильских и российских радиостанциях, в том числе на «Эхо Москвы» . В 2003 году вышел диск «Давай придумаем формулу?». На концертах Бар-Яалома в Москве и Петербурге в декабре 2006 года продавались пробные экземпляры его диска «Опасная профессия», официально вышедшего в Израиле в 2007 году. В 2010 году был издан третий авторский диск Бар-Яалома на русском языке, «Правда-матка».
Благодаря Интернету домашние звукозаписи Бар-Яалома (в сети выступающего под псевдонимом «Хатуль») распространились в России и приобрели известность в кругах любителей бардовской песни, в частности среди ролевиков и толкинистов.
Дуэт Юлии Левашовой и Зои Иващенко стал победителем фестиваля авторской песни «Куликово поле» в 2011 году с песней Бар-Яалома «Муравей в смоле».
Песни на слова Эли Бар-Яалома пишет также Михаил Атлас.
С 1995 года Бар-Яалом участвует в работе Клуба авторской песни города Хайфа. Периодически выступал также в составе литературно-художественного объединения "Зимрат аАрец" (Иерусалим).

### Проза
Короткие рассказы Бар-Яалома широко расходятся в Интернете и ФИДО с конца 1990-х годов. Особую популярность получил рассказ «Переведи меня», перепечатывавшийся легально и нелегально на множестве сайтов.
На бумаге рассказы Бар-Яалома печатались в различных журналах, преимущественно в московском литературном альманахе «Конец эпохи». В Интернете на многих сайтах дублирован его роман «Ангел над „Титаником“, или Нора» (2001).

## Переводы
Эли Бар-Яалом переводит на русский язык с иврита, английского и японского, а также на иврит — с древнегреческого, русского, английского, испанского и японского.
Переводы на русский вошли в антологию «Век перевода» под редакцией Евгения Витковского (М.: Водолей Publishers, 2005).
Переводы на иврит публиковались в литературных журналах («Эв», «Маббуа», «Шво», «Биглаль»). Переводы классиков русской авторской песни вошли в диск Коль од а-Арец тануа («пока земля ещё вертится»).

## Общинная и религиозно-философская деятельность
Эли Бар-Яалом описывает себя как «верующего, но не религиозного» еврея. Его мировоззрение включает в себя концепцию Творца, играющего в мир, как в ролевую игру, в которой все разумные существа — персонажи одного игрока.
В 1996 году Бар-Яалом стал одним из основателей группы «Маген» по изучению Торы и еврейской метафизики, которая впоследствии превратилась в еврейский культурный центр «Маген» в Хайфе. С 2001 по 2012 вёл занятия в виртуальном бейт-мидраше «Маасэ-Решет» в Интернете и одновременно, вместе с Рахель Спектор, — в бейт-мидраше «Маген» в Хайфе. С 2001 по 2008 писал комментарий «Маасэ-Решет» на пять книг Торы. Выступал с комментариями на израильском телевидении.
Неоднократно высказывался против организованных религиозных движений (как сектантского, так и мейнстримных направлений) и за самостоятельное мышление. «Я — на стороне логики, поэзии и котов»

## Лингвистика
Статьи Эли Бар-Яалома о языкознании и литературе для широкого круга читателей распространялись по Интернету, в основном среди пользователей «Живого Журнала». Он ведёт занятия по языкознанию как в центре «Маген» в Хайфе (на русском языке, с 2010 года), так и в центре по воспитанию одарённой молодёжи в Кармиэле (на иврите).
Бар-Яалом пишет и публикует стихи также на искусственных языках, в частности, на эсперанто и на созданных Дж. Р. Р. Толкином эльфийских языках.

## Семья
С 1994 до 2016 был женат. Дочери: Айя (р. 2000) и Адас (р. 2006), сын: Адар (р. 2011).

## Интересные факты
В начале 1990-х годов Эли Бар-Яалом неоднократно принимал участие в телеконкурсе эрудитов Макбилит ха-мохот и несколько раз побеждал. Выступление Бар-Яалома было выбрано редакцией израильского 1-го канала ТВ, чтобы представить весь конкурс в историческом обзоре программ канала.
Сетевое прозвище Бар-Яалома с 1993 года — Хатуль (ивр. кот‎). Сама же фамилия «Бар-Яалом» (בר-יהלום), принятая им в 1980-е годы в рамках добровольной ивритизации, является анаграммой исходной фамилии «Могилевер» (מוהילבר).

## Дискография
- Мерагель лемаан ха-хад керен (ивр. агент единорога‎). Стихи, музыка, голос, гитара: Эли Бар-Яалом (на иврите). Запись и мастеринг: Илья Зускович. Оформление обложки: Ирина Тверская. Хайфа, 2019.
- Мешотет бейн оламот (ивр. бродящий между мирами‎). Стихи, музыка, голос, гитара: Эли Бар-Яалом (на иврите). Запись и мастеринг: Илья Зускович. Оформление обложки: Эрика Шарапова. Хайфа, 2012.
- Правда-матка. Стихи, музыка, голос, гитара: Эли Бар-Яалом. Запись: Евгений Гангаев. Мастеринг и оформление обложки: Илья Зускович, с использованием фотографии работы И. Улогова. Студия «Маген», 2010.
- Опасная профессия. Стихи, музыка, голос, гитара: Эли Бар-Яалом. Запись и оформление обложки: Илья Зускович. Студия «Маген», 2007.
- Коль од а-Арец тануа (ивр. пока земля ещё вертится‎). Авторская песня в переводах на иврит. Студия «АСК», 2006. [Редактор; автор двух переводов]
- Биглаль ха-милхама ха-зот (ивр. из-за этой войны‎). Ю.Липманович, Э.Бар-Яалом, Н. Перчиков. Клуб «Зимрат аАрец», 2004.
- ха-Махтерет шели (ивр. моё подполье‎). Стихи, музыка, голос, гитара: Эли Бар-Яалом (на иврите). Запись: И. Улис, Ш. Трайбер, В. Ягман. Оформление обложки: Э. Шарапова. Хайфа, 2004.
- Давай придумаем формулу. Стихи, музыка, голос, гитара: Эли Бар-Яалом. Запись: Илья Улис. Студия «УлисС», 2003.
- Нажмите, граждане, Alt-Shift: к годовщине смерти Игоря Хайцина. Звукорежиссёр Илья Товбейн. Тель-Авив, 2001. [Участник концерта памяти Хайцина].